# Tawilschanka
Tawilschanka (ukrainisch Тавільжанка; russisch Таволжанка Tawolschanka) ist ein Dorf im Nordosten der ukrainischen Oblast Charkiw mit etwa 1900 Einwohnern (2001).
Das Ende des 17. Jahrhunderts gegründete Dorf (eine weitere Quelle nennt 1899 als Gründungsjahr) liegt auf einer Höhe von 105 m am Ufer der hier zum Tawilschanka-Stausee (Тавільжанське водосховище) angestauten Tawilschanka (Тавільжанка), einem 17 km langen, linken Nebenfluss des Oskol, 8 km östlich vom ehemaligen Rajonzentrum Dworitschna und 130 km östlich vom Oblastzentrum Charkiw.
Durch das Dorf verläuft die Regionalstraße P–79, die von Dworitschna zur ukrainisch-russischen Grenze und von dort aus als Landstraße weiter zur russischen Siedlung Urasowo führt.
Am 12. Juni 2020 wurde das Dorf ein Teil der Siedlungsgemeinde Dworitschna im Rajon Dworitschna; bis dahin bildete es zusammen mit den Dörfern Horobjiwka (Гороб'ївка) und Hrjanykiwka (Гряниківка) sowie der Ansiedlung Dworitschne (Дворічне) die Landratsgemeinde Tawilschanka (Тавільжанська сільська рада/Tawilschanska silska rada) im Zentrum des Rajons Dworitschna.
Am 17. Juli 2020 kam es im Zuge einer großen Rajonsreform zum Anschluss des Rajonsgebietes an den Rajon Kupjansk.
Im Verlauf des Ukrainekrieges wurde der Ort im Februar 2022 durch russische Truppen besetzt und liegt seit der Ukrainischen Gegenoffensive in der Ostukraine seit 11. September 2022 in unmittelbarer Frontnähe.